# Ekfras
Ekfras (av grekiska ek, "ut" och phrasein, "tal") betecknar ett skrivet verk som beskriver ett annat konstverk. Under antiken hade ordet en vidare betydelse än i dag och syftade på en målande beskrivning av ett föremål, en person eller en upplevelse, men i modern tid används termen snarare för att beteckna en genre. Termen är vanligt förekommande inom studiet av intermedialitet.